# Daniel Noël Fleischmann
Daniel Noël Fleischmann (* 1993 in Nürnberg) ist ein deutscher Schauspieler, Regisseur und Autor.

## Leben
Daniel Noël Fleischmann wuchs in seiner Geburtsstadt Nürnberg auf, wo er als Jugendlicher zwischen 2007 und 2010 seinen ersten Schauspielunterricht bei der Stagecoach Schauspielschule erhielt.
Nach dem Besuch eines neusprachlichen Gymnasiums begann er 2013 ein Schauspielstudium an der Schauspielschule „DIE ETAGE“ in Berlin und wechselte 2015 an die Akademie für Darstellende Kunst Baden-Württemberg in Ludwigsburg, wo er 2019 seinen Abschluss machte. 2018 gewann er beim Bundeswettbewerb Deutschsprachiger Schauspielstudierender in Graz den Förderpreis für eine Szene aus Es ist nicht dort, es ist da, inszeniert von Christian von Treskow.
In der Spielzeit 2018/19 trat er am Theater Heidelberg in Ulrike Syhas Theaterstück Drift (Regie: Gustav Rueb), die auch beim „Heidelberger Stückemarkt“ gezeigt wurde, auf. Während seines Studiums gastierte er außerdem in mehreren Produktionen am Schauspiel Stuttgart, wo unter anderem mit bei Faust. Montagearbeit am Deutschen Klassiker (Regie: Max Schaufuß, eingeladen zum „OUTNOW! Festival 2019“ in Bremen), sowie in Jugend ohne Gott (Regie: Zino Wey) und in der Rolle des Ignaz in der Uraufführung des Theaterstücks Das Imperium des Schönen (Regie: Tina Lanik) von Nis-Momme Stockmann mitwirkte.
In der Spielzeit 2019/20 ist Fleischmann als Gast am Schauspiel Stuttgart engagiert. Außerdem spielt er in der Spielzeit 2019/20 am Theater Heidelberg den Diederich Hessling in einer Bühnenfassung des Romans Der Untertan.
In der 11. Staffel der ZDF-Serie SOKO Stuttgart (2020) übernahm er, an der Seite von Thure Riefenstein, eine Episodenhauptrolle als tatverdächtige Aushilfe und „Runner“ in einem Stuttgarter Techno-Club. Im vom SWR produzierten Odenthal-Tatort: Hetzjagd, der im Februar 2021 erstausgestrahlt wurde, spielte Fleischmann eine der Hauptrollen, den tatverdächtigen Rechtsradikalen Ludger Reents. In der 4. Staffel der ZDF-Serie SOKO Potsdam (2021) übernahm er eine der Episodenrollen als tatverdächtiger Kleinkrimineller Robin Voigt.
Daniel Noël Fleischmann veröffentlichte bisher drei Gedichtbände. Sein zweiter Gedichtband, 2014 im renommierten Berliner Wolff Verlag Robert Eberhardt erschienen, wurde von der Literaturkritik positiv gewürdigt. Fleischmanns Gedichten gelinge es, „wundervolle sprachliche Bilder“ zu erzeugen, die im Stil an Arthur Rimbaud erinnerten. Außerdem gewann er 2013 beim „Federleicht-Schreibwettbewerb“ gemeinsam mit seiner Schwester den 1. Platz in der Kategorie »Roman« mit dem Werk C wie Zukunft.
Seit 2017 ist Fleischmann Stipendiat der Studienstiftung des Deutschen Volkes. Er lebt in Berlin.
Im Februar 2021 outete er sich im Rahmen der Initiative #actout im SZ-Magazin mit 185 anderen lesbischen, schwulen, bisexuellen, queeren, nicht-binären und trans* Schauspielern.

## Filmografie (Auswahl)
- 2020: SOKO Stuttgart: Der letzte Beat (Fernsehserie, eine Folge)
- 2021: Tatort: Hetzjagd (Fernsehreihe)
- 2021: SOKO Potsdam: Feierabend (Fernsehserie, eine Folge)
- 2022: Martha Liebermann – Ein gestohlenes Leben (Fernsehfilm)
- 2024: Dünentod – Tod auf dem Meer

## Werke (Auswahl)
- B3 Süd. Gedichte. united p.c. 2013. ISBN 978-84-9015-658-2
- Und die Mauern riefen sich. Gedichte. Wolff-Verlag 2014. ISBN 978-3-941461-16-1